# Nimfes i sàtir
Nimfes i sàtir (en francès Nymphes et Satyre) és un quadre del pintor academicista francès William-Adolphe Bouguereau, que fou realitzat l'any 1873. Pintat a l'oli, mesura 180 cm per 260 cm, i es troba a l'Institut d'Art Clark de Williamstown, Massachusetts, Estats Units.
Es va exposar el mateix any 1873 a París, un any abans que els impressionistes muntessin la seva primera exposició en un estil radicalment diferent al de Bouguereau, un dels artistes més importants del realisme burgès i de l'academicisme del Saló de París.

## Descripció de l'obra
Al costat d'un estany ombrívol i recollit, un grup de nimfes ha capturat un sàtir que, suposadament, les espiava. Tres d'elles l'estan estirant per llançar-lo a l'aigua, mentre que la quarta convida amb senyals d'altres banyistes per unir-se a la diversió.
Bouguereau és considerat l'artista arquetip de la lascívia del segle xix, malgrat que des del punt de vista eròtic no és el més interessant dels pintors del Saló parisenc. S'hi observa una continuació del barroc sense la franquesa o el desig d'un Rubens. Nimfes i un sàtir és una mostra del seu estil, en el qual el maneig de les formes treu energia al que s'està mostrant. En Bouguereau, com en Greuze, hi ha una pertorbadora combinació de malícia i innocència.
Sterling Clark va descobrir el quadre a finals del segle xix al bar de l'Hotel Hoffman House, a Nova York, i el va recuperar quan ja estava emmagatzemat al local en els anys 1930; finalment el va comprar el 1943. Va esdevenir la seva obra més popular als Estats Units a la seva època, i que fou reproduïda nombrosos cops per tot el país, i va pertorbar els moralistes;
Actualment s'exhibeix a l'Institut d'Art Clark, a Williamstown, Massachusetts.